# Vela als Jocs Olímpics d'estiu de 1920 - 7 metres
La regata de vaixells de 7 metres va ser una de les proves de vela que es van disputar al camp de regates d'Oostende durant els Jocs Olímpics d'Anvers de 1920. Hi van prendre part dos vaixells amb un total de vuit participants procedents de dues nacionalitats. La competició es va disputar entre el 7 i el 9 de juliol de 1920.

## Medallistes
| Or                                                                           | Plata                                                                    | Bronze        |
| Regne Unit AncoraWilliam Maddison Dorothy Wright Robert Coleman Cyril Wright | Noruega · ForneboJohan Faye · Christian Dick · Sten Abel · Niels Nielsen | No es concedí |

## Resultats finals
| Posició | Tripulació                                                  | Iot                 | Regata I | Regata I | Regata II | Regata II | Regata III | Regata III | Final |
| Posició | Tripulació                                                  | Iot                 | Pos.     | Punts    | Pos.      | Punts     | Pos.       | Punts      | Punts |
| ------- | ----------------------------------------------------------- | ------------------- | -------- | -------- | --------- | --------- | ---------- | ---------- | ----- |
| 1       | Cyril Wright Robert Coleman William Maddison Dorothy Wright | Regne Unit · Ancora | 2        | 2        | 1         | 1         | 1          | 1          | 4     |
| 2       | Johan Faye Sten Abel Christian Dick Niels Nielsen           | Noruega · Fornebo   | 1        | 1        | 2         | 2         | 2          | 2          | 5     |